# The Nursery "Alice"
The Nursery "Alice" (1889/90) (A Cuidadosa Alice ou A pequena Alice no País das Maravilhas) é uma versão resumida de Alice no País das Maravilhas (1865) de Lewis Carroll, adaptada pelo autor para crianças de nenhum aos cinco anos, em suas palavras. Inclui 20 ilustrações do ilustrador John Tenniel (que ilustrou Alice no País das Maravilhas e sua continuação, Alice Através do Espelho) presentes no livro original, redesenhadas, aumentadas e coloridas - em alguns casos, revisadas - pelo próprio ilustrador. O livro foi publicado pela Macmillan vinte e cinco anos após o Alice original. Apresentava novas ilustrações de frente e contra-capa coloridas por E. Gertrude Thomson, que era amiga de Dodgson. O livro foi 'gravado e impresso' por Edmund Evans, então famoso impressor a cores.
O livro não é apenas uma versão resumida e simplificada, ao estilo de Alice's Adventures in Wonderland retold in words of one syllable￼￼. Ele é escrito de uma forma como se a história estivesse sido lida em voz alta para uma criança, com várias interpolações do autor, onde apontava detalhes nas ilustrações e fazia perguntas, tais como: "O que você gostaria de ser? A pequena Alice, quase do tamanho de um gatinho, ou a gigante Alice, com a sua cabeça sempre batendo no teto?" Também houve adições, como uma anedota sobre um cachorrinho chamado Dash, e a explicação sobre o significado da palavra "foxglove", como também os poemas de paródia do livro original foram retirados, incluindo "You Are Old Father William" e "The Lobster Quadrille".